# Lago di Loppio

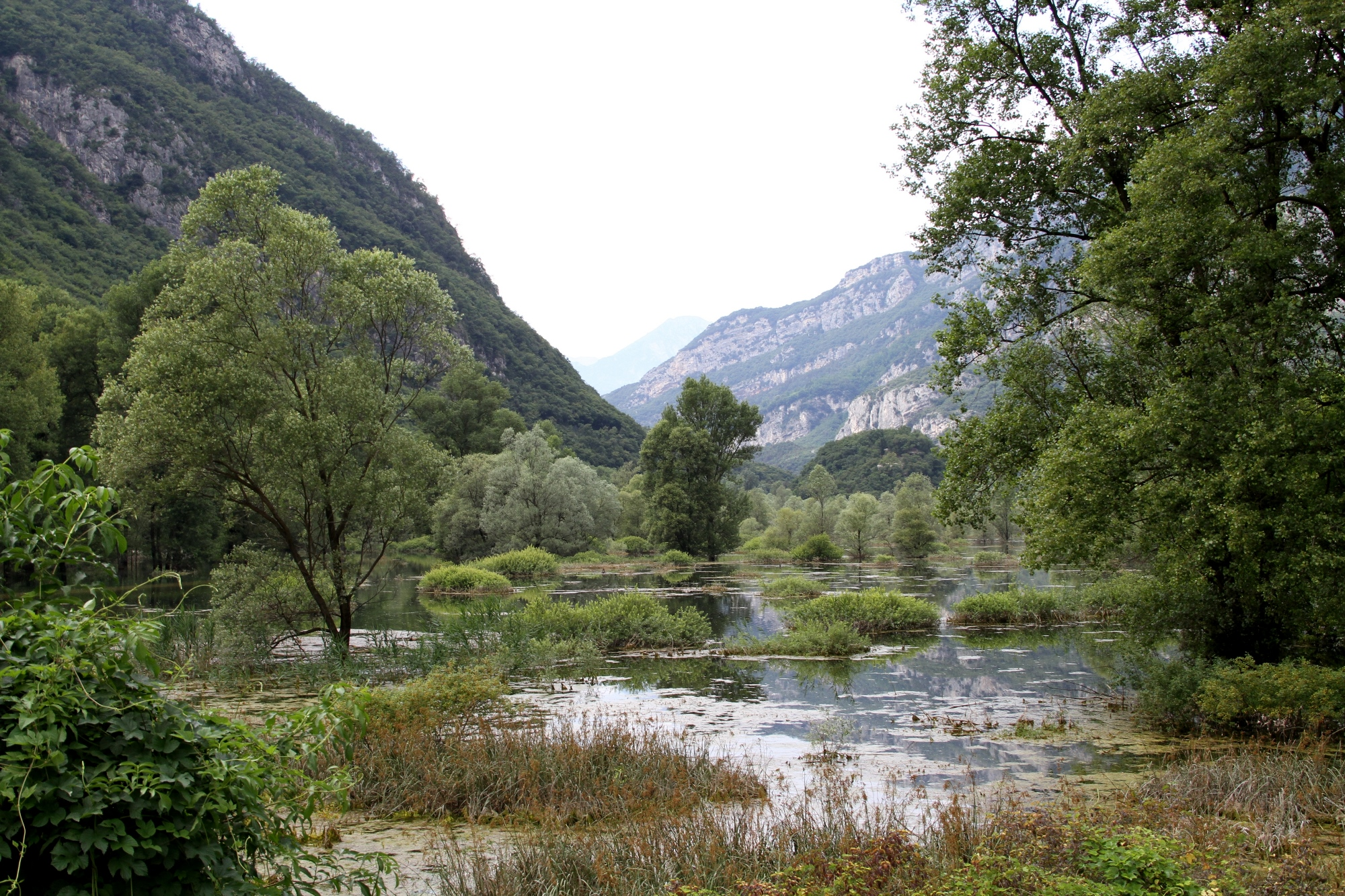
Jezioro Loppio obecnie

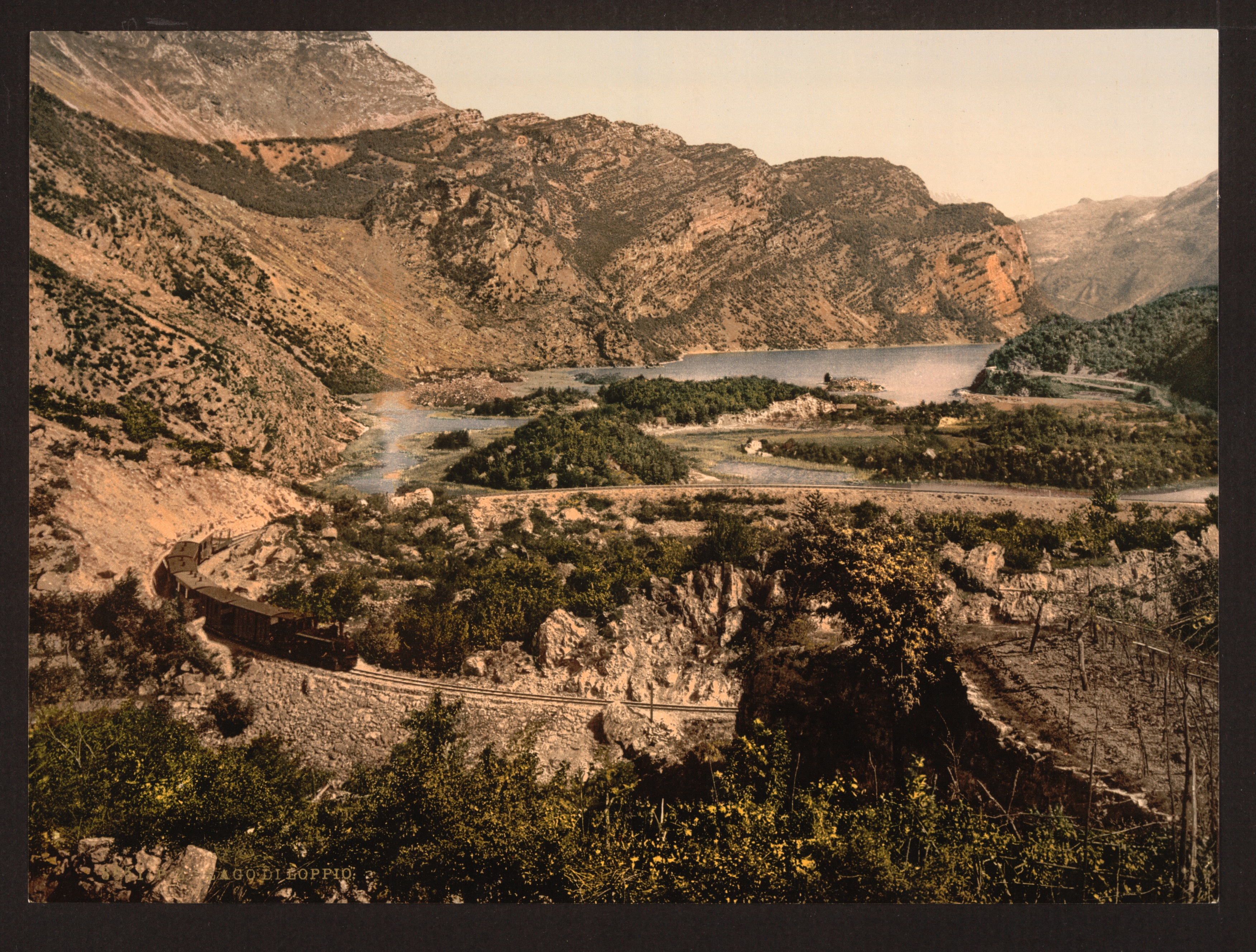
Lago di Loppio między 1890 a 1900 r. (widoczna biegnąca wówczas przez przełęcz wąskotorowa linia kolejowa)

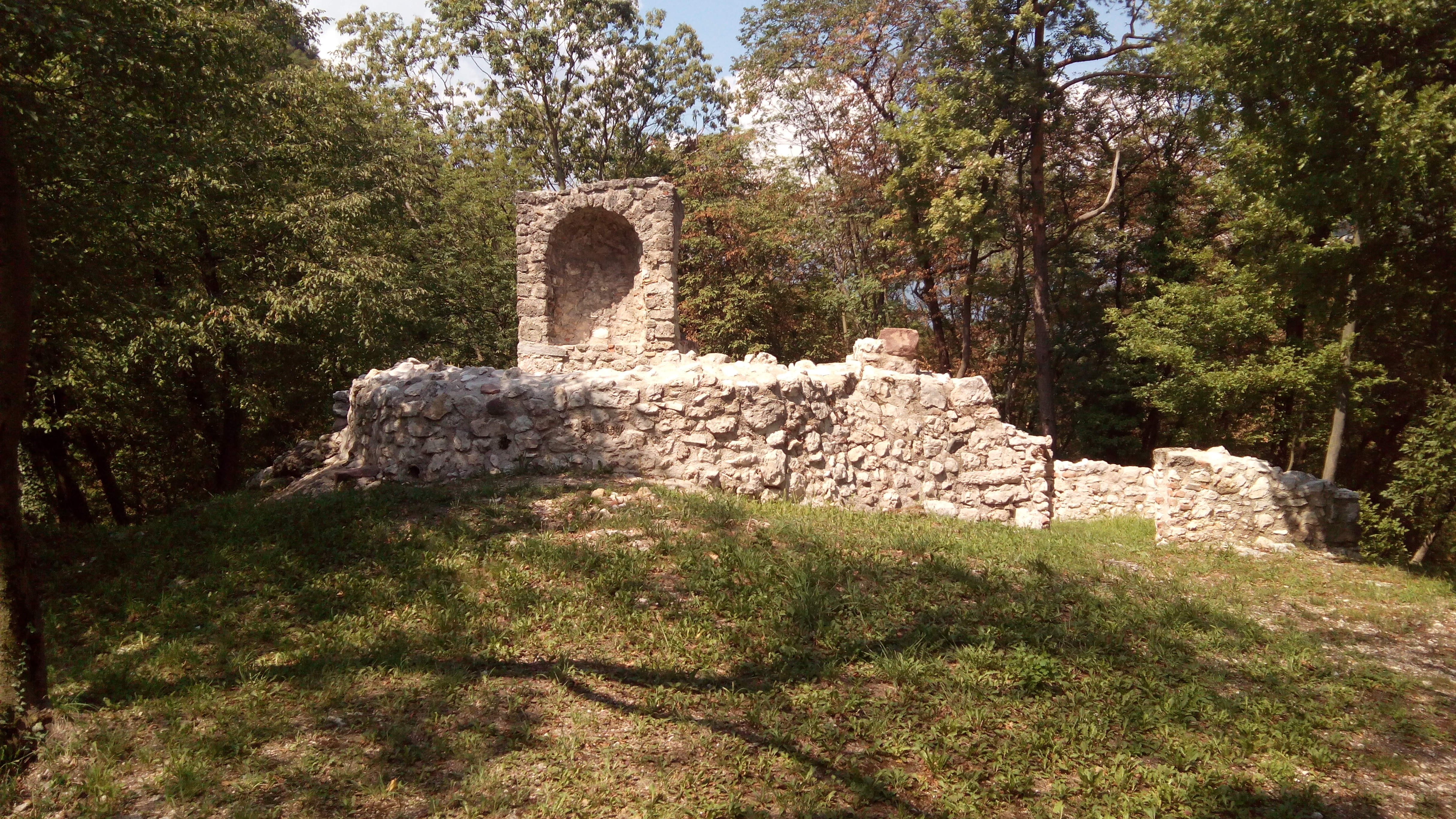
Ruiny romańskiego kościółka na wyspie Sant’Andrea

Lago di Loppio (Jezioro Loppio; niem. Äppl-See, Löppel-See lub Loppl-See, w miejscowym dialekcie trentino Lac de Lopi) – nieistniejące już dziś niewielkie, płytkie jezioro osuwiskowe we włoskich Południowych Alpach Wapiennych, w grupie Prealpi Gardesane, tuż poniżej siodła przełęczy San Giovanni.
Po odwrocie lodowca w dolinie rzeki Sarca materiał skalny z wielkiego obrywu holoceńskiego zatamował odpływ wód powierzchniowych z rejonu przełęczy na zachód, w kierunku jeziora Garda, a jednocześnie nanosy potoku Rio Gresta ograniczyły możliwości spływu wód w kierunku przeciwnym. W tak powstałym rozległym, bezodpływowym, lecz płytkim zagłębieniu terenu powstało jezioro o długości 1,870 km, szerokości 0,480 km i głębokości ok. 4 m. Jego lustro wody, o powierzchni 600 000 m², leżało na poziomie niespełna 230 m n.p.m.
Rejon jeziora był zamieszkany już w czasach rzymskich. Wykopaliska archeologiczne na położonej na jeziorze wyspie Sant’Andrea potwierdziły osadnictwo od zmierzchu epoki rzymskiej w V w. n.e. po wczesne średniowiecze (VII w n.e.), a romański kościół na wyspie został opuszczony dopiero w XVI-XVII w.
W 1439 r. Jezioro Loppio było etapem jednego z największych przedsięwzięć średniowiecznej inżynierii wojskowej, znanego jako Galeas per montes. Republika Wenecka, będąca w stanie wojny z mediolańskimi Viscontimi, przeprowadziła wówczas z Rovereto w dolinie Adygi, przez Passo San Giovanni i jezioro Loppio do Torbole nad jeziorem Garda całą flotę, składającą się z kilkunastu okrętów.
W latach 1939–1940, a następnie 1954–59 wykopano tunel derywacyjny między rzeką Adyga a jeziorem Garda. Jego zadaniem jest w czasie powodzi odprowadzić nadmiar wód rzeki do wspomnianego jeziora, eliminując w ten sposób zagrożenia powodziowe dla pozostałych miejscowości w dolinie Adygi, w tym Werony. Tunel, przebiegający pod jeziorem, zdrenował zarówno samo jezioro i warstwę wodonośną, która je zasilała, jak i wody gruntowe z nim połączone. W rezultacie tej spektakularnej katastrofy ekologicznej misa jeziora do 1958 r. opróżniła się bezpowrotnie, a wiele źródeł w tym obszarze wyschło.
Obecnie lago di Loppio nie jest już jeziorem (z wyjątkiem szczególnie deszczowych lat, kiedy na terenie jego dawnej misy tworzą się różnej wielkości obszary czystej wody), ale pozostaje największym obszarem bagiennym w prowincji Trydent i ważnym mokradłem we włoskiej sieci terenów wodnych i podmokłych. Niewielka część, osuszona, zajęta jest pod uprawy sadownicze.

## Ochrona
Obszar misy dawnego jeziora, o powierzchni ok. 112 ha, jest objety ochroną jako „Parco Naturale Locale Biotopo Lago di Loppio” (uchwała władz prowincji nr 11130 z dn. 19.10.1987, zmieniona nr 17031 z dnia 20.12.1996). Jego gestorem jest Autonomiczna Prowincja Trydentu – Zarząd Parków i Lasów Państwowych (wł. Provincia Autonoma di Trento – Servizio Parchi e Foreste Demaniali). Jezioro Loppio jest z pewnością jednym z najsłynniejszych chronionych biotopów w Trydencie, a tak wielką sławę zawdzięcza swojemu szczególnemu pochodzeniu. Wyspa Sant’Andrea jest ważnym stanowiskiem archeologicznym w tej części Włoch.